# Грб Обвалдена
Грб Обвалдена је званични хералдички симбол швајцарског кантона Обвалден. Грб датира из 1487, а задњу адаптацију је имао 12. августа 1816. године.

## Опис грба
Грб Обвалдена је германски штит који је хоризонтално подјељен на два поља, од чега је горња половина у црвеној, а доња у бијелој боји. Преко обје половине поља вертикално постављен лежи приказ кључа који је инверзно обојен од поља у ком лежи (горе је у бијелој, а доље у црвеној боји).